# Anolis morazani
Anolis morazani là một loài thằn lằn trong họ Polychrotidae. Loài này được Townsend & Wilson mô tả khoa học đầu tiên năm 2009.